# John Musker

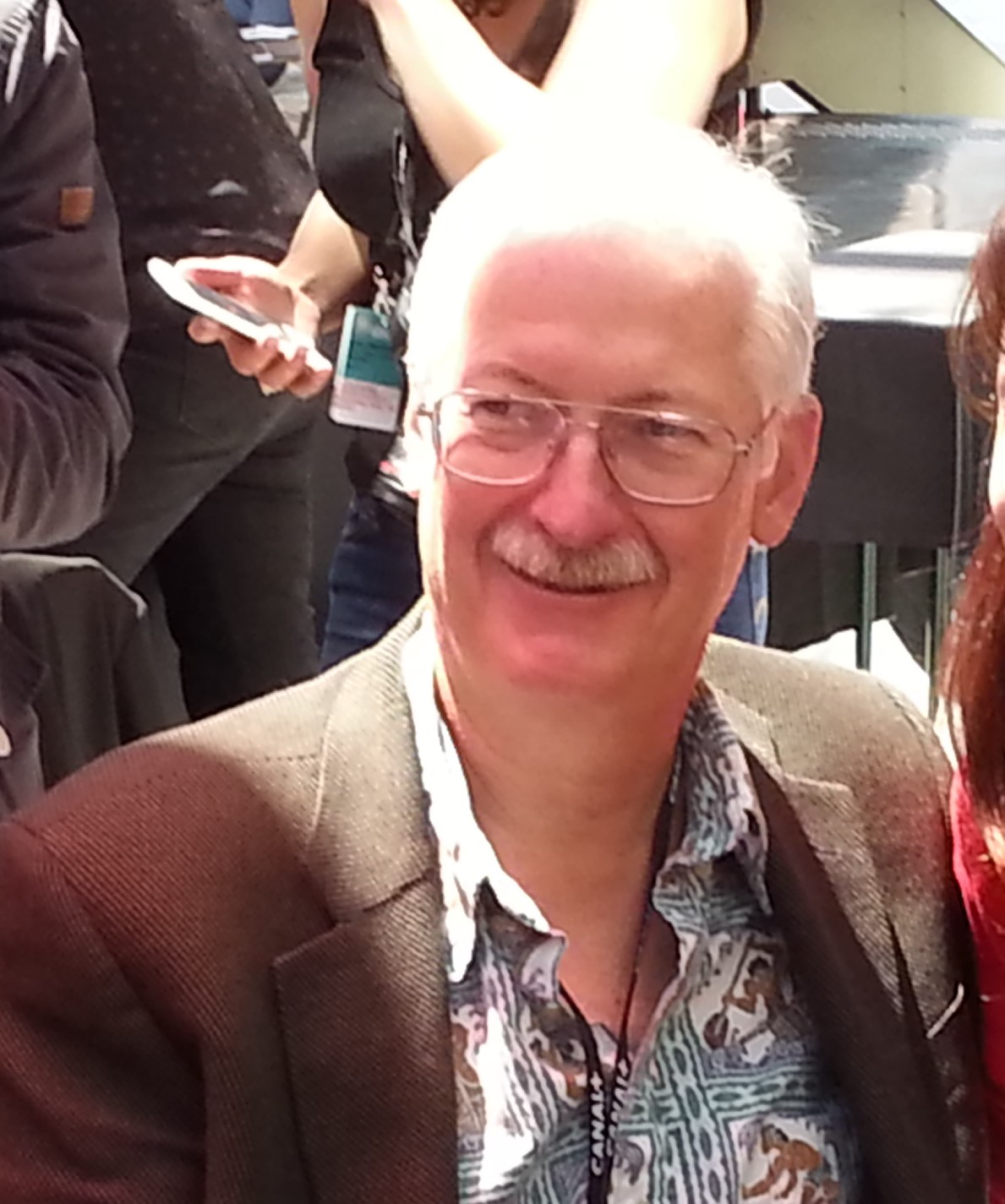
John Musker beim Festival d’Animation Annecy 2016

John Musker (* 8. November 1953 in Chicago, Illinois) ist ein US-amerikanischer Regisseur, Drehbuchautor und Animator. Gemeinsam mit Ron Clements schuf er zahlreiche Animationsfilme für die Disney Studios.

## Schaffen
John Musker und Ron Clement trafen sich bei der Produktion zu Cap und Capper, wo Musker als Animator unter Ron Clements arbeitete. Musker arbeitete seit diesem Zeitpunkt mit Clements bei vielen erfolgreichen Disney-Filmen zusammen.
Sein Regiedebüt konnte John Musker, nachdem er das Projekt Taran und der Zauberkessel frühzeitig verlassen hatte, zusammen mit Ron Clements und zwei anderen Mitarbeitern bei dem erfolgreichen Zeichentrick-Film Basil, der große Mäusedetektiv geben. John Musker und Ron Clements arbeiteten als Autoren und Regisseure an vielen erfolgreichen Disney-Filmen zusammen, wie etwa die Hans-Christian-Andersen-Nacherzählung Arielle, die Meerjungfrau, die den Zeichentrick durch ihren großen Erfolg und die oscarprämierten Songs wieder auf eine kommerziell relevante Basis zurückbrachte, oder den ebenfalls erfolgreichen Zeichentrickfilmen Aladdin und Hercules.
Die nächste Zusammenarbeit führte John Musker und Ron Clements 2002 zu dem Science-Fiction-Zeichentrickabenteuer Der Schatzplanet, ein Film den beide Regisseure schon lange vor dem Dreh zu den erfolgreichen vorangehenden Filmen als Traumprojekt ersehnten, der trotz guter Kritiken sehr weit unter dem erhofften kommerziellen Erfolg blieb.
2010 brachte ihm der Animationsfilm Küss den Frosch eine Oscar-Nominierung ein.

## Filmografie
Animation
- 1978: Der Esel von Bethlehem (The Small One, Kurzfilm)
- 1980: The Spirit (Kurzfilm)
- 1981: Cap und Capper (The Fox and the Hound)

Drehbuch
- 1985: Taran und der Zauberkessel (The Black Cauldron, Additional Story Contributor)
- 1986: Basil, der große Mäusedetektiv (The Great Mouse Detective, Story adapted by)
- 1989: Arielle, die Meerjungfrau (The Little Mermaid)
- 1992: Aladdin
- 1997: Hercules
- 2002: Der Schatzplanet (Treasure Planet)
- 2009: Küss den Frosch (The Princess and the Frog)
- 2016: Vaiana (Moana)
- 2019: The Little Mermaid Live! (Fernsehfilm)

Regie
- 1986: Basil, der große Mäusedetektiv (The Great Mouse Detective)
- 1989: Arielle, die Meerjungfrau (The Little Mermaid)
- 1992: Aladdin
- 1997: Hercules
- 2002: Der Schatzplanet (Treasure Planet)
- 2009: Küss den Frosch (The Princess and the Frog)
- 2016: Vaiana (Moana)
- 2017: Gone Fishing
- 2019: The Little Mermaid Live! (Fernsehfilm)